# Lj (digramme)
Cette page contient des caractères spéciaux ou non latins. S’ils s’affichent mal (▯, ?, etc.), consultez la page d’aide Unicode.
Pour les articles homonymes, voir LJ.
LJ (également capitalisé en Lj, minuscule lj) est la dix-septième lettre de l'alphabet croate ainsi que de l'alphabet latin Serbe, un digramme situé après « L » et avant « M ».

## Linguistique
Le digramme LJ, composé des deux lettres « L » et « J », est utilisé en croate pour transcrire une consonne palatale spirante latérale (représentée par [ʎ] dans l'API). 
En début de phrase, la capitalisation de la lettre est « Lj » ; lorsque la lettre est au début d'un nom propre, le « j » n'est pas écrit en majuscule.

## En serbo-croate
Le diagramme typographique LJ, est devenu une lettre en quelques langues slaves, notamment quand l’orthographe du serbo-croate a été latinisée, où elle représente une approximante latérale palatale /ʎ/. Par exemple : le mot ljiljan est prononcé /ʎiʎan/.

## En d'autres langues
Le bruit de /ʎ/ est écrit ⟨gl⟩ en italien, en espagnol castillan et catalan comme ⟨ll⟩, en portugais comme ⟨lh⟩, en quelques dialectes hongrois comme ⟨lly⟩, en latvien comme ⟨ļ⟩. En tchèque et en slovaque, il est souvent transcrit comme ⟨ľ⟩ ; cette transcription s’utilise plus fréquemment que la première citée.

## Histoire
Le caractère unique du digramme Ǉ a été conçu pour correspondre à la lettre « Љ » de l'alphabet cyrillique, utilisée pour écrire le serbe pour des raisons de compatibilité. Aujourd'hui, les digrammes du croate sont de moins en moins utilisés, au profit des deux lettres écrites séparément, qui sont recommandées.

## Représentation informatique
Le digramme LJ possède les représentations Unicode suivantes :
- Multiples caractères :
  - Capitale LJ : U+004C U+004A ;
  - Majuscule Lj : U+04C U+006A ;
  - Minuscule lj : U+006C U+006A.
- Caractère unique (non recommandé, présent pour de raisons de compatibilité)[1]
  - Capitale Ǉ : U+01C7 ;
  - Majuscule ǈ : U+01C8 ;
  - Minuscule ǉ : U+01C9.

| formes    | représentations | chaînes de caractères | points de code | descriptions                                      |
| --------- | --------------- | --------------------- | -------------- | ------------------------------------------------- |
| capitale  | Ǉ               | Ǉ                     | U+01C7         | lettre majuscule latine lj                        |
| majuscule | ǈ               | ǈ                     | U+01C8         | lettre majuscule latine l avec lettre minuscule j |
| minuscule | ǉ               | ǉ                     | U+01C9         | lettre minuscule latine lj                        |